# Porter Collins
Atwood Peter Collins –conocido como Porter Collins– (Nueva York, 27 de junio de 1975) es un deportista estadounidense que compitió en remo.
Ganó tres medallas de oro en el Campeonato Mundial de Remo entre los años 1995 y 1999.
Participó en dos Juegos Olímpicos de Verano, ocupando el quinto lugar en Atlanta 1996 y el quinto en Sídney 2000, en la prueba de ocho con timonel.

## Palmarés internacional
| Campeonato Mundial | Campeonato Mundial      | Campeonato Mundial | Campeonato Mundial |
| Año                | Lugar                   | Medalla            | Prueba             |
| ------------------ | ----------------------- | ------------------ | ------------------ |
| 1995               | Tampere (Finlandia)     | Medalla de oro     | Cuatro con timonel |
| 1998               | Colonia (Alemania)      | Medalla de oro     | Ocho con timonel   |
| 1999               | St. Catharines (Canadá) | Medalla de oro     | Ocho con timonel   |